# Combat d'Islay
Pour les articles homonymes, voir Islay.
Guerres de la Confédération péruano-bolivienne
Le combat d'Islay est une bataille navale livrée les 12 et 13 janvier 1838, au large du port d'Islay, au Pérou, pendant les guerres de la Confédération péruvio-bolivienne (1836-1839). 

## La Confédération péruvio-bolivienne
En 1835, le président bolivien Andrés de Santa Cruz intervient, à la demande du président Luis José de Orbegoso y Moncada dans les guerres civiles qui ensanglantent le Pérou et réalise manu militari l'union de cette nation avec la Bolivie. Percevant cette confédération comme une menace, le Chili, qui accuse Santa-Cruz de tenter de renverser le gouvernement de José Joaquín Prieto, et l'Argentine de Juan Manuel de Rosas, lui déclarent la guerre. Englués dans des guerres civiles sans fin, les Argentins ne sont pas en mesure de s'engager véritablement contre la Confédération et leurs attaques sont repoussées par les troupes boliviennes commandées par le général Otto Philipp Braun. Quant aux Chiliens, ils commencent par s'emparer par surprise le 21 août 1836, dans le port de Callao, des bâtiments confédérés Arequipeño et Peruviana, et s'étant assuré pour un temps la maîtrise des mers, ils débarquent à Cobija au Pérou une expédition de 2 840 hommes, composée de soldats chiliens et d'opposants péruviens à la Confédération, et commandée par l'amiral Manuel Blanco Encalada. Cette expédition s'enfonce dans les terres, espérant soulever les populations péruviennes en chemin et occupe Arequipa le 12 octobre 1837. Entretemps, Santa Cruz a réuni une armée de 5 000 hommes, qu'il manœuvre habilement contre les forces adverses. Encerclées, ces dernières capitulent au terme d'un traité dit de Paucarpata qui stipule que le Chili reconnait la Confédération boliviano-péruvienne et s'engage à ne plus la combattre. Revenu au Chili, Blanco-Encalada est désavoué par les autorités chiliennes qui soulignent qu'il n'avait aucune autorité pour signer un tel accord, quand bien même il ne l'a fait que pour éviter un désastre militaire. Le traité est donc dénoncé le 18 décembre 1837 et les hostilités reprennent.
L'état-major chilien considère que l'envoi d'une deuxième expédition est subordonnée à la maîtrise de la mer et donc à la destruction où la neutralisation de la marine confédérée, composée exclusivement de bâtiments péruviens, la Bolivie, qui disposait pourtant d'un accès à la mer (qu'elle perdra à l'issue de la guerre du Pacifique), n'ayant pas de flotte. Le 31 décembre 1837, l'escadre chilienne (une frégate, deux brigantins et une corvette) quitte le port de Valparaíso, sous les ordres du capitaine de frégate Robert Winthrop Simpson, avec pour mission dans un premier temps, de notifier officiellement la dénonciation du traité de Paucarpata, puis dans un second temps de reprendre les opérations contre les navires confédérés.

## Le combat
Le brigantin confédéré Junin (commandant Miguel Saldivar) mouille à Arica lorsqu'il apprend l'arrivée imminente de la flotte chilienne. Il quitte aussitôt Arica et rejoint Islay le 8 janvier 1838 où se trouvent deux autres bâtiments péruviens, sous le commandement du capitaine de frégate Juan José Panizo : la corvette Socabaya et le brigantin Fundador.
Pour se prémunir contre toutes surprises, ce dernier appareille et croise au large, surveillant à l'horizon l'apparition des voiles chiliennes. Mais contre toute attente, il ne repère pas l'escadre ennemie, mais il est aperçu par elle le 12 janvier. Étant trop éloigné, il n'est pas identifié par les Chiliens, mais Winthrop Simpson est quasiment sûr qu'il s'agit non pas d'un navire neutre, mais de l'un des bateaux péruviens qu'il recherche. Il décide donc de le rejoindre pour vérifier sa nationalité.
À la tombée de la nuit, le Fundador regagne Islay, entrainant dans son sillage l'escadre chilienne. Les vigies repèrent les deux autres navires confédérés, confirmant ainsi les certitudes de Winthrop Simpson. Ce dernier ignore cependant si la présence de ses navires est connue des Péruviens et il craint que ceux-ci ne profitent de l'obscurité pour s'enfuir. Il détache la corvette Libertad, son bâtiment le plus rapide, pour maintenir une surveillance visuelle des Péruviens, jusqu'aux premières heures de la matinée.
La Libertad se rapproche de l'escadre adverse et arrivée à portée de tir, son commandant Santiago Jorge Bynon, fait ouvrir le feu. Chez les Péruviens, c'est la surprise, les Chiliens n'avaient pas été détectés. Ne voyant qu'un bâtiment, les trois navires confédérés se dirigent vers lui pour l'affronter. Surgissent alors les autres voiles chiliennes ; elles sont cependant encore trop éloignées pour participer au combat qui se prépare et cela laisse le temps aux navires péruviens de virer de bord et de commencer à fuir vers le nord.
La vélocité des navires fuyards est très inégale. Si la Socabaya et le Fundador sont rapides, il n'en est pas du tout de même pour le Junin qui se traine et peu à peu, la distance entre les escadres péruvienne et chilienne s'amenuise. Le matin du 13, elle n'est plus que de 6 milles nautiques et ce n'est plus qu'une question d'heures pour que les adversaires soient à portée de tir. 
Analysant la situation, Juan José Panizo comprend que s'il se laisse rattraper par les Chiliens, non seulement le combat est inéluctable mais qu'il va de surcroit s'engager dans des conditions désastreuses pour ses bâtiments. Cependant, il observe que l'escadre adverse est dispersée. Deux navires sont en tête : la corvette Libertad et le brigantin Aquiles qui ont très sérieusement distancés les deux derniers bâtiments (la frégate Monteagudo et le brigantin Arequipeño). Le commandant péruvien intime donc à Miguel Saldivar de poursuivre sa route vers Callao avec son Junin tandis   qu'avec le  Fundador et la Socabaya, il va livrer un combat retardateur contre les deux navires poursuivants.
Il ne s'engage pas à fond et se contente d'échanger des bordées avec les Chiliens tout en les maintenant à distance. Il lui faut en effet  éviter à tout prix à la fois l'abordage, qui donnerait le temps aux autres navires chiliens d'intervenir, et de subir des avaries trop importantes qui réduiraient les qualités manœuvrières et la rapidité de ses propres bâtiments. Le combat dure tant que la frégate et le brigantin chiliens trainards sont encore loin ; dès qu'ils se rapprochent trop dangereusement, Panizo vire au nord et reprend la fuite.
Les Péruviens répètent à trois reprises la même tactique. La manœuvre donne le temps au Junin de se mettre hors de danger et à la tombée de la nuit, la Socabaya et le Fundador faussent définitivement compagnie aux Chiliens.

## Conséquences
Stratégiquement, le combat n'a rien résolu puisque les deux escadres sont intactes l'une et l'autre mais l'habileté consommée de Juan José Panizo a sauvé ses bâtiments et frustré l'escadre chilienne de la victoire. Robert Winthrop Simpson devait cependant  prendre une revanche éclatante le 12 janvier 1839 et infliger à la marine péruvienne, commandée à cette occasion par le corsaire français Jean Blanchet, une défaite décisive lors du combat de Casma qui donna au Chili la maîtrise définitive de la mer.